# HTGF (High-Tech Gründerfonds)
Der High-Tech Gründerfonds (HTGF) ist eine öffentlich-private Wagniskapitalgesellschaft mit Sitz in Bonn, Deutschland, und weiteren Büros in Berlin und München. Der High-Tech Gründerfonds investiert in der Frühphase und konzentriert sich auf technologieorientierte Start-ups mit hohem Wachstumspotenzial.

## Unternehmen
Die Seed-Finanzierung soll es den Unternehmen ermöglichen, ihre Ideen von der Prototypenentwicklung bis hin zur Markteinführung weiterzuentwickeln. Der High-Tech Gründerfonds investiert bis zu 1.000.000 Euro in der Seed-Phase und kann sich in späteren Finanzierungsrunden auch signifikant beteiligen.
Der High-Tech Gründerfonds ist eine öffentlich-private Partnerschaft. Zu den Investoren zählen das Bundesministerium für Wirtschaft und Energie, die KfW Capital sowie Unternehmen und Family Offices, darunter Acondis, adesso, ALTANA, BASF, Bert Wilden New Trends, B. Braun, Robert Bosch, Boehringer Ingelheim, Brückner Group, BÜFA, CEWE, Deutsche Bank, Deutsche Post DHL, Dräger, Drillisch AG, Dürr Dental, etengo, EVONIK, EWE AG, Feindrahtwerk Adolf Edelhoff, eppendorf, Fraunhofer-Gesellschaft, Haniel, Hettich, Hübner, iDS, igus, Jungheinrich, Karl Mayer Group, Knauf, Körber, LANXESS, leaps by BAYER, Maschinenring, media + more venture (ein Joint Venture von BZ.medien aus Freiburg, u. a. Badische Zeitung, und Stimme Mediengruppe aus Heilbronn, u. a. Heilbronner Stimme), Medice, orca Capital, PHOENIX CONTACT, pwc, QIAGEN, r-biopharm, RWE Generation SE, SAP, Schufa, Schunk Group, Schwarz Gruppe (u. a. Lidl und Kaufland), SE Ventures (Schneider Electric), STIHL, Thüga, Vantage Value, Vector Informatik, voco, Volksbank eG – Die Gestalterbank, Volksbank Mittweida, WACKER und Werhahn.
Der erste High-Tech Gründerfonds wurde 2005 als Public-Private-Partnership des BMWK, der KfW Bankengruppe sowie sechs Industrieunternehmen aufgelegt und mit insgesamt 272 Millionen Euro ausgestattet. Nach Auslaufen der Investitionsphase des HTGF I im Herbst 2011 wurde mit dem HTGF II ein ähnlich ausgestalteter Anschlussfonds mit einem Volumen von 304 Millionen Euro. Der HTGF III hat im September 2017 sein operatives Geschäft begonnen. Über 30 Prozent des Volumens in Höhe von 319,5 Millionen Euro stammen dabei von 33 privaten Investoren aus dem etablierten Mittelstand und Großunternehmen. Im Herbst 2022 startete die neuste Fondsgeneration des HTGF, der HTGF IV mit einem finalen Fondsvolumen von rund 500 Millionen Euro. Der HTGF verwaltet auch den öffentlichen HTGF Opportunity Fonds. Aus diesem Fonds kann bis zu 30 Millionen Euro in ausgewählte Portfolio-Unternehmen investiert werden.

## Investitionen
Seit seiner Gründung im Jahr 2005 hat er mehr als 790 Startups finanziert und fast 200 erfolgreiche Exits realisiert. Das Portfolio umfasst Unternehmen aus den Bereichen Industrial Tech, Life Sciences, Climate Tech und Digital Tech. Dazu zählt etwa Proxima Fusion, das an Technologien zur kontrollierten Kernfusion arbeitet, sowie ATMOS Space Cargo, das Rückführsysteme für Raumfahrtfracht entwickelt. Im Bereich Recycling beschäftigt sich EEDEN mit chemischem Upcycling von Textilabfällen.
Weitere Beispiele sind doinstruct, ein Anbieter von mobilen Lernlösungen für gewerbliche Arbeitskräfte, und Plancraft, das Softwarelösungen für Handwerksbetriebe bereitstellt. Im medizintechnischen Bereich entwickelt Argá Medtech Katheter-Systeme zur Behandlung von Herzrhythmusstörungen. Das Unternehmen Tubulis arbeitet an Antikörper-Wirkstoff-Konjugaten für die Onkologie.
Im Energiesektor ist instagrid mit mobilen Batteriesystemen vertreten. Die Firma SimScale bietet eine webbasierte Plattform für technische Simulationen, und VMRay entwickelt Analysewerkzeuge zur Erkennung von IT-Bedrohungen. Mit EGYM ist auch ein Anbieter digital vernetzter Fitnesslösungen im Portfolio.